# Aartsbisdom Calcutta
Het aartsbisdom Calcutta (Latijn: Archidioecesis Calcuttensis) is een rooms-katholiek aartsbisdom met als zetel Calcutta, in India. De aartsbisschop van Calcutta is metropoliet van de kerkprovincie Calcutta, waartoe ook de suffragane bisdommen Asansol, Bagdogra, Baruipur, Darjeeling (ook gebied in Bhutan), Jalpaiguri, Krishnagar en Raiganj behoren.

## Geschiedenis
Het aartsbisdom werd opgericht op 18 april 1834, als het apostolisch vicariaat Bengal, uit delen van het bisdom São Tomé of Meliapore. Op 15 februari 1850 veranderde het van naam naar apostolisch vicariaat Western Bengal. Op 1 september 1886 werd het verheven tot metropolitaan aartsbisdom, met de naam aartsbisdom Calcutta.

## Parochies
Het aartsbisdom had in 2021 een oppervlakte van 29.858 km2 en telde 47.618.000 inwoners waarvan 0,4% rooms-katholiek was.

## Ordinarii

### Apostolisch vicarissen
- Robert Saint-Léger (18 april 1834 - 1838)
- Jean-Louis Taberd (1838 - 31 juli 1840)
- Patrick Joseph Carew (30 november 1840 - 2 november 1855)
- Thomas Olliffe (2 november 1855 - 13 mei 1859; coadjutor sinds 26 augustus 1843)
- Auguste Van Heule (9 september 1864 - 4 juni 1865)
- Walter Steins Bisschop (11 januari 1867 - 3 december 1877)

### Aartsbisschoppen
- Paul Goethals (apostolisch vicaris: 3 december 1877, aartsbisschop: 25 november 1886 - 4 juli 1901)
- Brice Meuleman (21 maart 1902 - 23 juni 1924)
- Ferdinand Perier (23 juni 1924 - 12 augustus 1960; coadjutor sinds 10 augustus 1921)
  - Joseph Alexander Fernandes (hulpbisschop: 24 januari 1949 - 12 april 1951)
- Vivian Anthony Dyer (12 augustus 1960 - 8 februari 1962; coadjutor sinds 25 april 1959)
- Albert Vincent D’Souza (8 augustus 1962 - 29 mei 1969)
- Lawrence Trevor Picachy (29 mei 1969 - 5 april 1986)
  - Alan Basil de Lastic (hulpbisschop: 9 april 1979 - 2 juli 1984)
  - Cyprian Monis (hulpbisschop: 26 maart 1994 - 24 oktober 1997)
- Henry Sebastian D’Souza (5 april 1986 - 2 april 2002; coadjutor sinds 29 maart 1985)
- Lucas Sirkar (2 april 2002 - 23 februari 2012; coadjutor sinds 14 april 2000)
- Thomas D’Souza (23 februari 2012 - heden; coadjutor sinds 12 maart 2011)

## Galerij van afbeeldingen

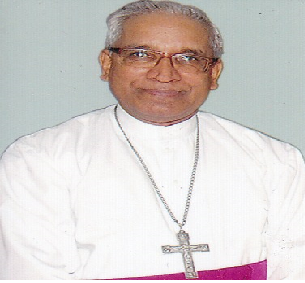
Aartsbisschop Thomas D'Souza (2012-heden)
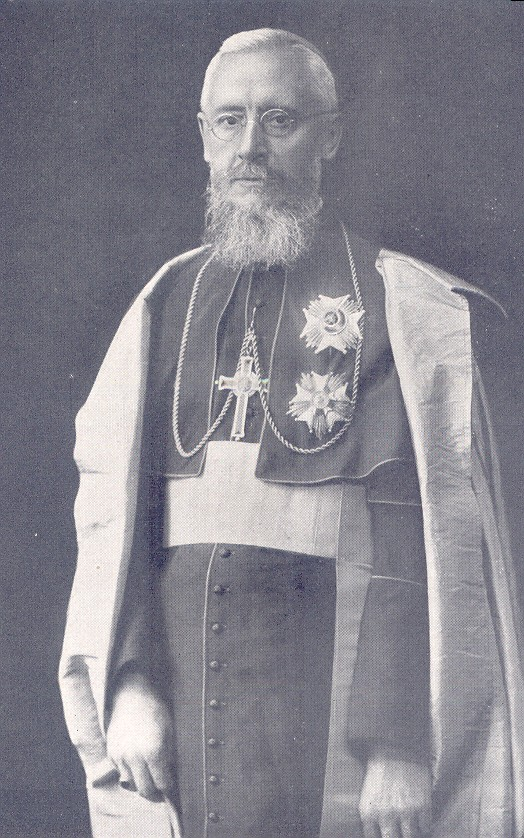
Aartsbisschop Ferdinand Perier (1924-1960)
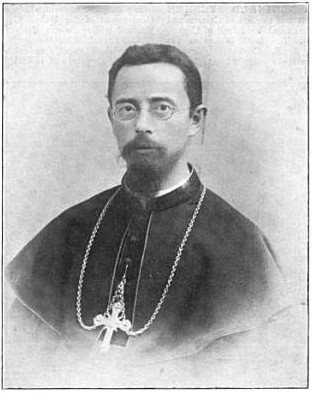
Aartsbisschop Brice Meuleman (1902-1924)
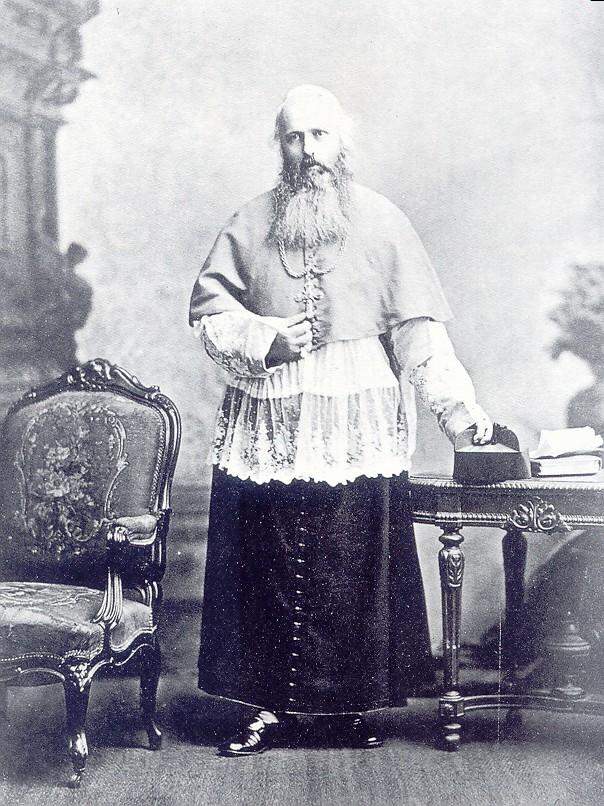
Aartsbisschop Paul Goethals (1886-1901), de eerste aartsbisschop

Calcutta (aartsbisdom) · Asansol · Bagdogra · Baruipur · Darjeeling · Jalpaiguri · Krishnagar · Raiganj